# Persephone’s Dream
Persephone’s Dream ist eine US-amerikanische Progressive-Rock- und -Metal-Band aus Pittsburgh, Pennsylvania, die im Jahr 1993 gegründet wurde.

## Geschichte
Die Band wurde gegen Ende des Jahres 1993 von Rowen Poole und Chris Siegle gegründet. Zusammen begannen sie mit dem Schreiben der ersten Lieder, woraus 1997 das Debütalbum Evening Mirage entstand. 1999 folgte das zweite Album Moonspell, dem sich 2001 Opposition anschloss. Im Jahr 2004 begannen die Arbeiten zum nächsten Album, das im Mai 2007 unter dem Namen Pyre of Dreams veröffentlicht wurde. Auf dem Album waren Colleen Gray und Heidi Engel als neue Sängerinnen zu hören. Zudem war D.C. Cooper als Gastsänger bei zwei Liedern zu hören. Der Veröffentlichung folgten diverse Auftritte in den USA.

## Stil
Die Band spielt progressiven Rock und Metal und kann stellenweise mit Bands wie The Gathering, Ayreon oder Dream Theater verglichen werden.

## Diskografie
- Evening Mirage (Album, 1997, BMI)
- Moonspell (Album, 1999, Pup in a Cup Productions)
- Opposition (Album, 2001, Pup in a Cup Productions)
- Pyre of Dreams (Album, 2007, Pup in a Cup Productions)